# فکرت کوشکان
فکرت کوشکان ((به ترکی استانبولی: Fikret Kuşkan)؛ زادهٔ ۲۲ آوریل ۱۹۶۵) هنرپیشه اهل کشور ترکیه است. وی زاده شهر استانبول است. این هنرمند در مجاورت شهر استانبول کودکی اش را گذراند. وقتی ۱۳ سالش بود پدرش مرد و به «توکات» نقل مکان کرد اما پس از ۳ سال، دوباره به استانبول بازگشت. فکرت کوشکان در زمینه تئاتر در دانشگاه استانبول تحصیل کرده است. از فیلم‌هایی که وی در آن نقش داشته است می‌توان به پدرم و پسرم اشاره کرد.